# Catfights and Spotlights
Catfights and Spotlights (übersetzt: Zickenkriege und Scheinwerferlichter) ist das sechste Studioalbum der britischen Girlgroup Sugababes.
Es wurde am 20. Oktober in Großbritannien veröffentlicht, in Deutschland am 2. Januar 2009. Es erreichte Platz 8 der UK-Albumcharts, wo es mit Silber ausgezeichnet wurde.
International konnte das Album nicht an die Erfolge der Vorgänger anknüpfen. Es konnte sich weder in Deutschland, Österreich noch der Schweiz in den Charts platzieren.

## Hintergrund

### Aufnahmen
Nach dem Ende der Change-Tour im Mai 2008 gab die Band bekannt, vorerst nicht an einem neuen Album zu arbeiten, da sie mehr Zeit für die Arbeit an neuem Material brauchen würden. In einem Interview im Juni 2008 erklärte Keisha Buchanan jedoch, dass die Gruppe sofort an einem neuen Album arbeite, aufgrund der Möglichkeit der Zusammenarbeit mit neuen Produzenten. Die Aufnahmen begannen am 17. Juni 2008.
Der Sound des Albums wurde als „funkiger“ beschrieben. Die Sugababes selbst bezeichneten das neue Album als „milder und reifer“, mit einem starken Fokus auf die Stimmen der Bandmitglieder.

### Rezeption
Die Rezensionen des Albums fielen sehr positiv aus. Popjustice schrieb, Songs wie You on a Good Day, Sunday Rain und Every Heart Broken seien „soulig, melodramatisch und brillant“. Weiterhin seien die Lyrics des Lieds Every Heart Broken die bisher besten der Bandgeschichte. Trotz des 60er-Jahre-Sounds schaffe es das Album, immer noch „modern und aufregend“ zu klingen.
Matthias Reichel von CDStarts.de gab dem Album ebenfalls eine positive Kritik:

„Bei diesen Vorzeichen mutet es etwas enttäuschend an, dass Catfights and Spotlights jetzt auch noch auf den Sixties-Soul-Pop-Zug aufspringt, obwohl diese Sau bereits zur Genüge durchs Dorf getrieben wurde… Und siehe da, am Ende stimmt die übliche Sugababes-Album-Ausbeute mit einer guten Handvoll Hits im Anschlag doch wieder. Nämlich wenn Songs wie die Motown-inspirierten Girls und Nothing’s as Good as You, der Booker/Duffy-Sound in Sunday Rain oder die fetten US-R&B-Beats in Side Chick und Can We Call a Truce funktionieren. Dann bekommen die Sugababes genau im richtigen Augenblick die Kurve, um keinen müden Abklatsch der 2008er Retro-Soul-Welle abzugeben. Nein, sie haben wieder einmal diesen einen Funken mehr an innovativen Ideen investiert, die das Trio von der breiten Masse überflüssiger (und zumeist gecasteter) Girl- und Boygroups unterscheidet. Wobei, dazu reicht allein der Bonus Track About You Now in einer neuen Akustikversion. Wer da keine Gänsehaut bekommt soll bitte zum Arzt gehen.“

## Titelliste
1. „Girls“ (Allen Toussaint, Anna McDonald, Nicole Jenkinson, Keisha Buchanan, Melvin Kuiters, Si Hulbert) – 3:11
2. „You on a Good Day“ (Klas Åhlund, Keisha Buchanan) – 3:27
3. „No Can Do“ (Jason Pebworth, Jon Shave, George Astasio, Geeki, The Invisible Men, Si Hulbert) – 3:11
4. „Hanging on a Star“ (Jason Pebworth, Jon Shave, George Astasio, Geeki, Keisha Buchanan, The Invisible Men, Si Hulbert) – 3:22
5. „Side Chick“ (Klas Åhlund, Alex Purple, Keisha Buchanan) – 3:40
6. „Unbreakable Heart“ (Klas Åhlund, Max Martin) – 3:52
7. „Sunday Rain“ (Steve Booker, Karen Poole, Keisha Buchanan, Amelle Berrabah, Heidi Range) – 4:01
8. „Every Heart Broken“ (Klas Åhlund) – 4:09
9. „Beware“ (Klas Åhlund, Amelle Berrabah) – 2:56
10. „Nothing’s as Good as You“ (Jason Pebworth, Jon Shave, George Astasio, Geeki, The Invisible Men, Si Hulbert) – 3:03
11. „Sound of Goodbye“ (Steve Booker, Karen Poole, Keisha Buchanan) – 4:23
12. „Can We Call a Truce?“ (Klas Åhlund, Alex Purple, Deanna, Keisha Buchanan) – 4:33
13. „About You Now (Acoustic Version)“ (Cathy Dennis, Lukasz Gottwald) – 2:46 [UK Bonus Track]
14. „She’s like a Star (With Taio Cruz)“ (Taio Cruz) – 2:43 [UK Bonus Track]
15. „Girls (Klas Åhlund Rework)“ (Toussaint, McDonald, Jenkinson, Buchanan) – 3:12 [Hidden Track]

## Charterfolge
Catfights and Spotlights schaffte es auf Anhieb auf Platz 8 der UK-Charts und wurde somit das fünfte Studioalbum der Band, das es in die nationalen Top Ten schaffte. Es wurde aber auch das erste Album seit One Touch, welches Top 3 der Charts nicht erreichte. Das Album fiel in der vierten Woche aus den Top 50.
In einem Interview mit dem Daily Star machte Heidi Range das Label Island für die enttäuschenden Verkaufszahlen des Albums verantwortlich:

„Die Verkaufszahlen waren enttäuschend, aber ich denke nicht, dass das eine Reflexion der Qualität unseres Albums darstellt. Das Problem war die Promotion. Ich glaube, unsere Fans wussten nicht einmal, dass wir ein neues Album veröffentlicht hatten.“

In Irland erreichte Catfights and Spotlights Platz 18, in Griechenland Platz 33. In Deutschland, der Schweiz und Österreich kam das Album nicht in die Charts.

## Singles

### Girls

#### Hintergrundinformationen
Die erste Single Girls (deutsch: Mädchen) wurde am 20. September 2008 veröffentlicht. Der Song sampelt die Textzeile „Here Come the Girls“ aus dem gleichnamigen Lied des Sängers Ernie K-Doe. Bisher wurden fast 180.000 Exemplare verkauft.

#### Musikvideo
Das Musikvideo wurde von Daniel Wolfe gefilmt und hatte im Oktober 2008 Premiere. Es zeigt die Bandmitglieder bei einer Party in einem Club, wo sie an Stangen tanzen und mit Männern flirten. Im Refrain sind alle Clubbesucher zu sehen, in den Strophen das jeweils singende Mitglied.

### No Can Do

#### Hintergrundinformationen
No Can Do (deutsch: Geht nicht) ist die zweite und letzte Single des Albums. Sie wurde am 26. Dezember 2008 veröffentlicht.
No Can Do ist die zweite Single der Band, die es nicht in die irischen Singlecharts schaffte, und auch eine der am schlechtest verkauften Singles der Band.

#### Musikvideo
Das zugehörige Musikvideo wurde von Marco Puig im November 2008 gedreht. Es zeigt die Frauen in langen Kleidern, welche die Männer in Unterwäsche als Objekte, unter anderem als Motorrad, Auto und Couch, verwenden.
Dieses Konzept wurde von dem britischen Pop-Art-Künstler Allen Jones und dem Film Uhrwerk Orange inspiriert, wo Frauen auf gleiche Weise als Objekte benutzt werden.